# 格律
格律，指韻文在创作时的格式、音律等方面所应遵守的准则。中国古代近体诗、词在格律上要求严格，其他如古体诗、现代诗歌、欧化诗歌等没有确定的、严格的格律要求。

## 格律的要素
诗词格律一般有四大要素：用韵、平仄、对仗、字数。其中律诗最为严格，必须满足全部要素。近体诗中的绝句以及词、散曲一般不需要对仗。古体诗相对最为宽松，一般只有不严格的用韵的概念。

## 律诗的格律
律诗共可分为四种不同的音韵格式，即仄起平收式、仄起仄收式、平起仄收式和平起平收式。它们均由四种句式组成：仄仄脚、平平脚、仄平脚和平仄脚。除仄平脚外，其余句式首字的平仄均可更换。其余如变格、变体、拗救等，不再详述。
律诗在押韵上，只允许押平韵，且一般要求押《平水韵》，比词、散曲的韵严格。
律诗在格式上，保留了骈体文章、诗歌的特点，要求颔联（第二联）、颈联（第三联）两联严格对仗。

## 词、散曲的格律
词和散曲的格式比较复杂，在不同的词牌名和曲牌名下，字数、句式、平仄和韵各不相同，具体可查找各词牌和曲牌，如：《定风波》。押韵上，词依《词林正韵》，散曲依《中原音韵》。
詩不比詞、散曲的韻嚴格，其實近體詩僅粗略區分平、仄二聲韻，詞和散曲卻必須細分陰平、陽平，及仄之上去入。其中詞還可常見古人在依譜填詞時有「借入聲為平聲」的通用法則﹙請參宋詞﹚。

## 格律的来由
格律本来自音乐，在音乐散佚后，经研究者总结古诗歌的共同规律，便形成了今天看到的格律。

## 对格律的看法
自白话文运动以来，文学界提倡创作现代诗歌，对格律逐渐不再注意，新月派的代表人物闻一多提出现代诗歌也应遵守一定的格律。相较散文、小说等文学体裁，诗歌，尤其是旧体诗歌，越来越遭到冷落。这与全盘西化思潮提倡的西化生活方式有密切关系。但也有复兴传统文化的声音。